# Rudy Barbier
Pour l’article homonyme, voir Barbier.
Rudy Barbier, né le 18 décembre 1992 à Beauvais, est un coureur cycliste français. Sprinteur, il a notamment remporté Cholet-Pays de Loire 2016 et Paris-Bourges 2017. Son frère, Pierre, est également coureur cycliste.

## Biographie

### Débuts cyclistes et carrière chez les amateurs
Après avoir couru dans les rangs de différents clubs dont l'équipe Wasquehal junior, dans le Nord, il part en Normandie où il devient membre de l'USSA Pavilly Barentin en 2011. En 2012, il gagne plusieurs courses au cours de l'année, dont le Grand Prix de Leval, le Maillot des Jeunes à Cerisy Belle-Etoile, le Prix de Saint-Maximin et le Tour des 5 communes à Beaurainville.
Rudy Barbier intègre l'équipe de l'Armée de Terre en 2013, il signe le premier succès de cette équipe dans une course inscrite au calendrier de l'UCI Europe Tour en remportant la seconde étape de Paris-Arras Tour. Il s'impose également sur différentes épreuves comme le Grand Prix de Marles-les-Mines (pour la seconde fois) et la première étape de Loire-Atlantique espoirs. Ses bonnes performances du premier semestre lui permettent de devenir stagiaire au sein de l'équipe continentale Roubaix Lille Métropole au mois d'août après l'avoir été chez Bridgestone Anchor l'année précédente. En septembre, il est sélectionné en équipe de France pour participer au championnat du monde militaire à Bourg-Léopold (Belgique). Il termine sixième de l'épreuve et la France remporte le classement par équipe. Le même mois, il s'adjuge la deuxième étape du Tour de Seine-Maritime. À la fin de l'année, il est lauréat du nouveau « Trophée ACCDN-ROCC » dans la catégorie espoirs, disputé sur l'ensemble des courses adhérant au Rassemblement des organisateurs de courses cyclistes (ROCC), par les coureurs membres des clubs de Divisions nationales. Il contribue également à la victoire de l'Armée de Terre au classement par équipes de ce challenge grâce à ses résultats.

### Carrière chez les professionnels

#### 2013-2016: Roubaix Lille Métropole

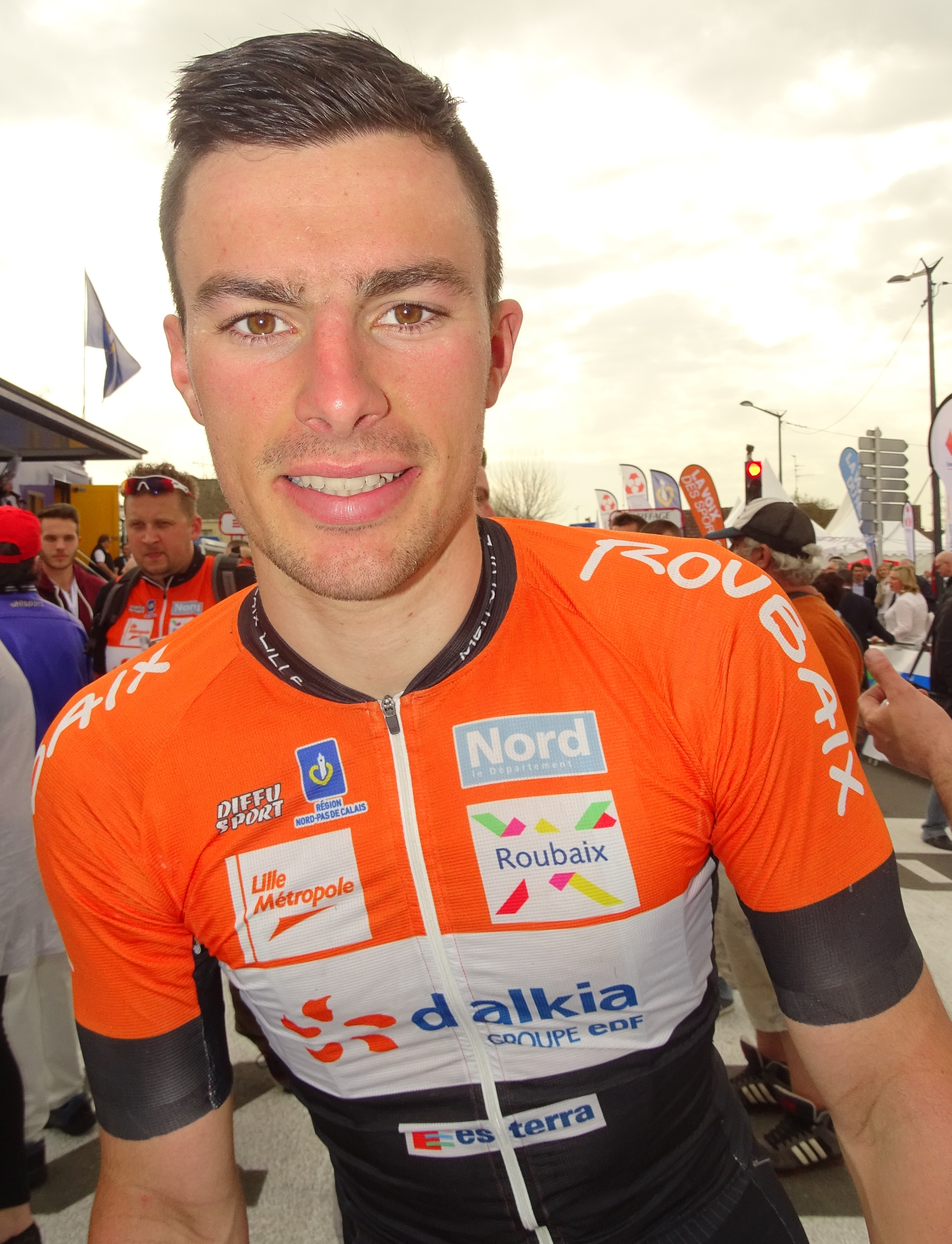
Rudy Barbier lors du Grand Prix de Denain 2015.

Rudy Barbier effectue sa seconde expérience chez les professionnels et ses débuts comme stagiaire avec Roubaix Lille Métropole lors du Tour de l'Ain 2013. Il termine vingt-troisième du prologue à onze secondes du vainqueur, onzième de la première étape et se signale par une longue échappée le lendemain. Fatigué, il doit cependant abandonner avant la fin de l'épreuve. Aligné au Tour du Poitou-Charentes, il se classe sixième de la première étape et onzième de la troisième. Ces débuts prometteurs incitent les dirigeants de sa formation à lui faire signer un contrat pour l'année 2014. Il devient ainsi le second coureur de l'équipe cycliste Armée de Terre, après Julian Alaphilippe, à intégrer les rangs professionnels depuis la création de cette entité en 2011,. En fin de saison, il se classe sixième de Paris-Bourges au sprint.
En 2014, il se classe second de Paris-Arras Tour (après avoir gagné le contre-la-montre par équipes) et de la Ronde de l'Oise au premier semestre. Il obtient aussi plusieurs places d'honneur lors de courses disputées en France et en Belgique.
En 2015, pour sa seconde saison au sein de l'équipe continentale Roubaix Lille Métropole, il remporte sa première victoire individuelle lors d'une étape du Circuit des Ardennes international et porte le maillot de leader de cette course pendant une journée. Il termine ensuite troisième au sprint du Grand Prix de Denain. Durant l'été, il s'adjuge le Grand Prix de Saint-Souplet devant Nicolas Garbet et Benoît Daeninck. Ses dirigeants renouvellent son contrat à la fin de la saison.
Toujours membre de l'équipe continentale française Roubaix Métropole européenne de Lille en 2016, il remporte Paris-Troyes au sprint devant Baptiste Planckaert et son frère Pierre au mois de mars. Une semaine plus tard, il gagne Cholet-Pays de Loire devant le même Baptiste Planckaert. Toujours en mars, lors de la première étape du Critérium International, il n’est devancé que par Sam Bennett à l’arrivée. Au second semestre, il est deuxième du Grand Prix de la ville de Pérenchies (Nord) et troisième de Paris-Bourges.

#### 2017-2018: AG2R La Mondiale
En août 2016, il signe un contrat de deux ans avec la formation AG2R La Mondiale.
Il commence la saison 2017 à l'Étoile de Bessèges, où il s'adjuge entre autres une seconde place, battu seulement par Alexander Kristoff au sprint lors de la deuxième étape. Par la suite, il s'offre un nouveau top 10 lors de la première étape du Tour La Provence et découvre les classiques flandriennes. Il fait à cette occasion ses premières apparitions dans des courses de l'UCI World Tour. Au mois de mai, il termine second du Grand Prix de la Somme derrière Adrien Petit puis se classe septième du championnat de France de cyclisme sur route quelques semaines plus tard. En juillet, il participe au Tour de Wallonie mais n'y obtient pas de résultat probant et doit abandonner cette compétition avant la dernière étape. Au cours de l'été, Rudy Barbier termine neuvième au sprint de la Ride London-Surrey Classic et dixième de l’EuroEyes Cyclassics. En fin de saison, il s'adjuge Paris-Bourges au sprint devant ses compatriotes Marc Sarreau et Jérémy Lecroq.
Rudy Barbier obtient de nombreuses places d'honneur en 2018 mais ne remporte aucune course (à l'exception du modeste critérium d'Amiens à la fin du mois d'août). C’est ainsi qu’il se classe notamment troisième de l'avant-dernière étape de l'Étoile de Bessèges en février, de la première étape des Quatre Jours de Dunkerque et de la troisième des Boucles de la Mayenne quelques mois plus tard. Durant l'été, il termine dixième de la RideLondon-Surrey Classic et quatrième de la dernière étape du Tour Poitou-Charentes en Nouvelle-Aquitaine. Cette année sans succès le pousse à quitter la formation AG2R La Mondiale et à s'engager avec l'équipe continentale professionnelle Israel Cycling Academy qui espère obtenir une invitation pour le Tour de France à moyen terme.

#### 2019-2022: Israel Start-Up Nation

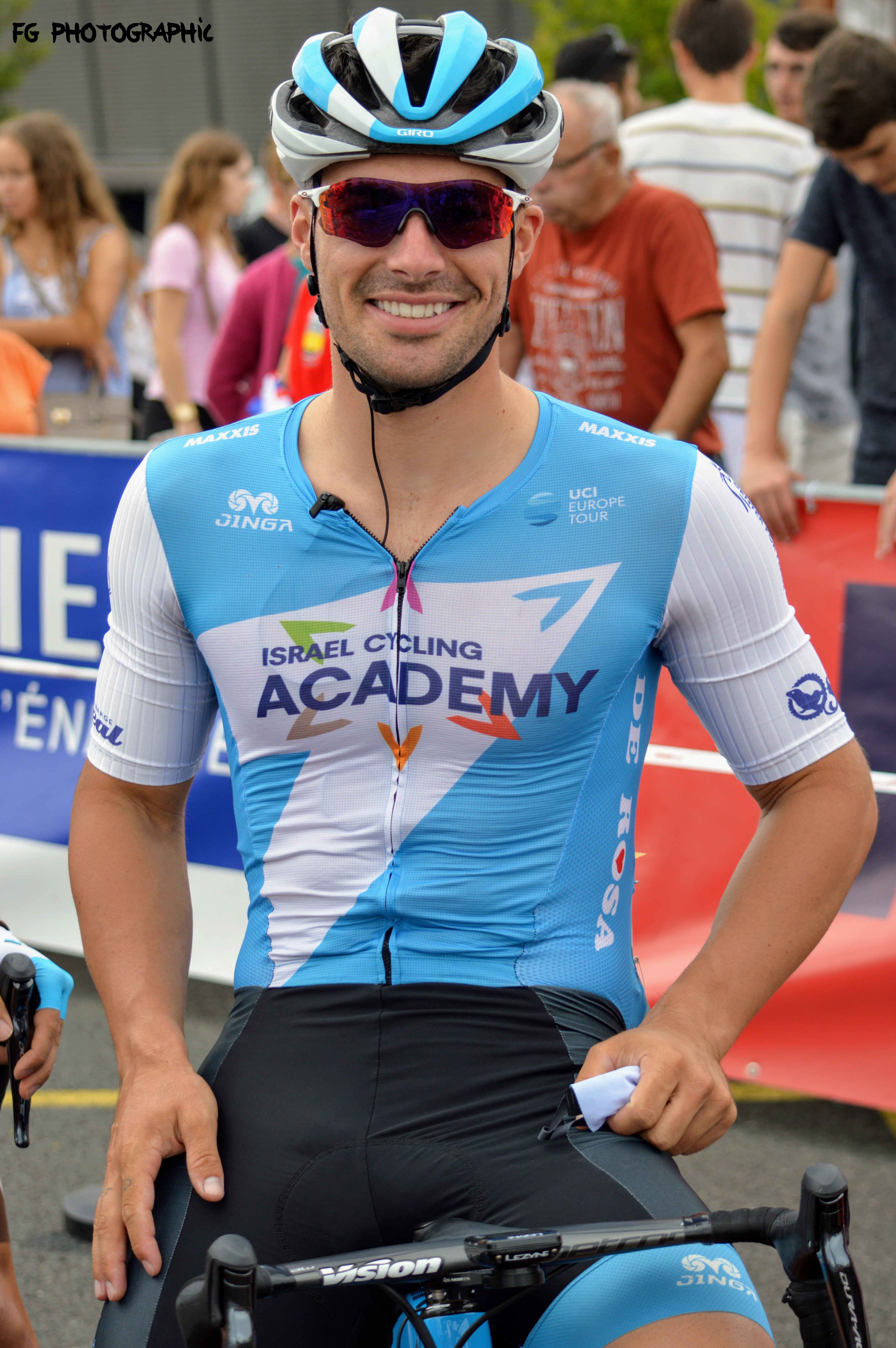
R Barbier au Tour Poitou-Charentes en Nouvelle-Aquitaine 2019

En 2019, il porte pour la première fois ses nouvelles couleurs au Tour de San Juan où il se classe sixième à deux reprises lors des arrivées au sprint. En mars, il décroche son premier succès depuis 2017 en battant Marc Sarreau lors de la Classic Loire-Atlantique. Le même mois, il termine dixième de la Bredene Koksijde Classic, dix-septième du Grand Prix de Denain et cinquième de Cholet-Pays de la Loire. Courant mai, il s'adjuge la septième place du Grand Prix de la Somme, remporte la première étape du Tour d'Estonie puis monte sur la troisième marche du classement général final de cette course remportée par son coéquipier Mihkel Räim. Plus tard dans la saison, il décroche des places d’honneur sur le Tour de Belgique (10e d'étape), le Tour Poitou-Charentes en Nouvelle-Aquitaine (4e d'étape), le Grand Prix de Fourmies (13e) puis le Tour de Slovaquie (deux sixièmes places d'étape).
En 2020, son équipe obtient le statut World Tour et se renforce avec l'arrivée de nombreux coureurs rapides dont le Français Hugo Hofstetter, le vétéran allemand André Greipel ou encore le véloce américain Travis McCabe. Comme en 2019, il commence sa saison sur le Tour de San Juan où ses directeurs sportifs le désignent comme coureur protégé pour les arrivées au sprint. Il répond parfaitement aux attentes de sa formation et s'impose dès la première étape ce qui lui permet de revêtir le maillot de leader de la course argentine devant Manuel Beletti. Il cumule ensuite les places d'honneur et termine à neuf reprises dans les dix premiers des courses qu'il dispute au printemps. Son bon début de saison est malheureusement interrompu par le développement de la pandémie de Covid-19 et l'annulation des courses qui en découle après Paris-Nice. Il revient à la compétition au mois de juillet à l'occasion du Sibiu Cycling Tour où il s'adjuge la neuvième place du prologue et se classe second de la deuxième étape remportée par Pascal Ackermann. En septembre, il gagne la dernière  étape du Tour de Slovaquie et prolonge de deux ans le contrat qui le lie à son employeur. Il prend part pour la première fois au Tour d'Italie au début du mois d'octobre.
Contrairement à la saison précédente Rudy Barbier ne gagne aucune course au premier semestre 2021. Il obtient toutefois quelques places d'honneur et termine à huit reprises dans les dix premiers des compétitions cyclistes où il est engagé par son équipe. Il se classe notamment quatrième de la deuxième étape de l'Étoile de Bessèges et de la première du Tour de Hongrie. Il finit également dixième de la Nokere Koerse et de deux étapes de Paris-Nice. En juillet, il s'adjuge la troisième place d'une étape de la Settimana Ciclistica Italiana derrière Pascal Ackermann et Jonathan Milan. Le mois suivant, il glane deux médailles lors des championnats de France de cyclisme sur piste organisés à Bourges et termine quatrième d'une étape de l'Arctic Race of Norway. À l'exception d'une sixième place à l'arrivée de la Gooikse Pijl, il n'obtient aucun autre résultat notable au deuxième semestre.
Au premier semestre 2022, il brille lors des arrivées au sprint du Tour de Hongrie où il se classe à plusieurs reprises dans les trois premiers. Il termine également second du classement par points de cette course derrière Fabio Jakobsen. En juin, il s'adjuge la cinquième place du Tour des onze villes.
Plus tard dans la saison, il est sélectionné pour la course en ligne des championnats d'Europe qu'il termine à la centième place après avoir travaillé pour son équipe et en particulier pour Arnaud Démare, le chef de file de la délégation française sur cette épreuve,.

#### 2023: Saint Michel-Mavic-Auber 93
Il quitte la formation Israel-Premier Tech à la fin de la saison 2022 et s'engage avec l'équipe continentale française Saint Michel-Mavic-Auber 93. Sous ses nouvelles couleurs, il obtient son premier accessit au mois de mars lors du Tour des 100 communes qu'il termine en cinquième position. Fin avril, il gagne la deuxième étape du Tour de Bretagne. Il s'agit de sa première victoire depuis le 19 septembre 2020. Cependant, il n'arrive pas à remporter d'autres succès au cours de cette saison et doit se contenter de quelques places d'honneur. Il se classe ainsi quatrième d'une étape de la Ronde de l'Oise en juin ou encore cinquième de la première étape du Tour Poitou-Charentes en Nouvelle-Aquitaine en août. Il quitte la formation Saint Michel-Mavic-Auber 93 en fin d'année et s'engage avec la nouvelle équipe continentale belge Philippe Wagner-Bazin dirigée par Geoffrey Coupé. Son frère Pierre rejoint également cette équipe.

#### 2024: Philippe Wagner-Bazin
Il commence sa saison 2024 lors du Sharjah Tour, une course par étapes disputée aux Émirats arabes unis. Il inaugure à cette occasion le rôle de poisson-pilote qu'il doit tenir au cours de l'année pour son frère cadet. L'alliance entre les deux membres de la fratrie permet à Pierre Barbier de remporter plusieurs courses au cours de l'année. Il s'impose notamment à deux reprises au Sharjah Tour, il gagne également le classement général et plusieurs étapes de la Ronde de l'Oise. Par contre, la saison de Rudy Barbier est assez pauvre en résultat si ce n'est une quatrième place à l'arrivée de la troisième étape de la Ronde de l'Oise. Il décide d'arrêter sa carrière de coureur professionnel à l'issue de la saison 2024

### Reconversion professionnelle
Rudy Barbier explique l'arrêt de sa carrière de coureur par l'opportunité qui lui est faite de devenir directeur sportif au sein de la formation belge Wagner Bazin-WB.

## Palmarès sur route

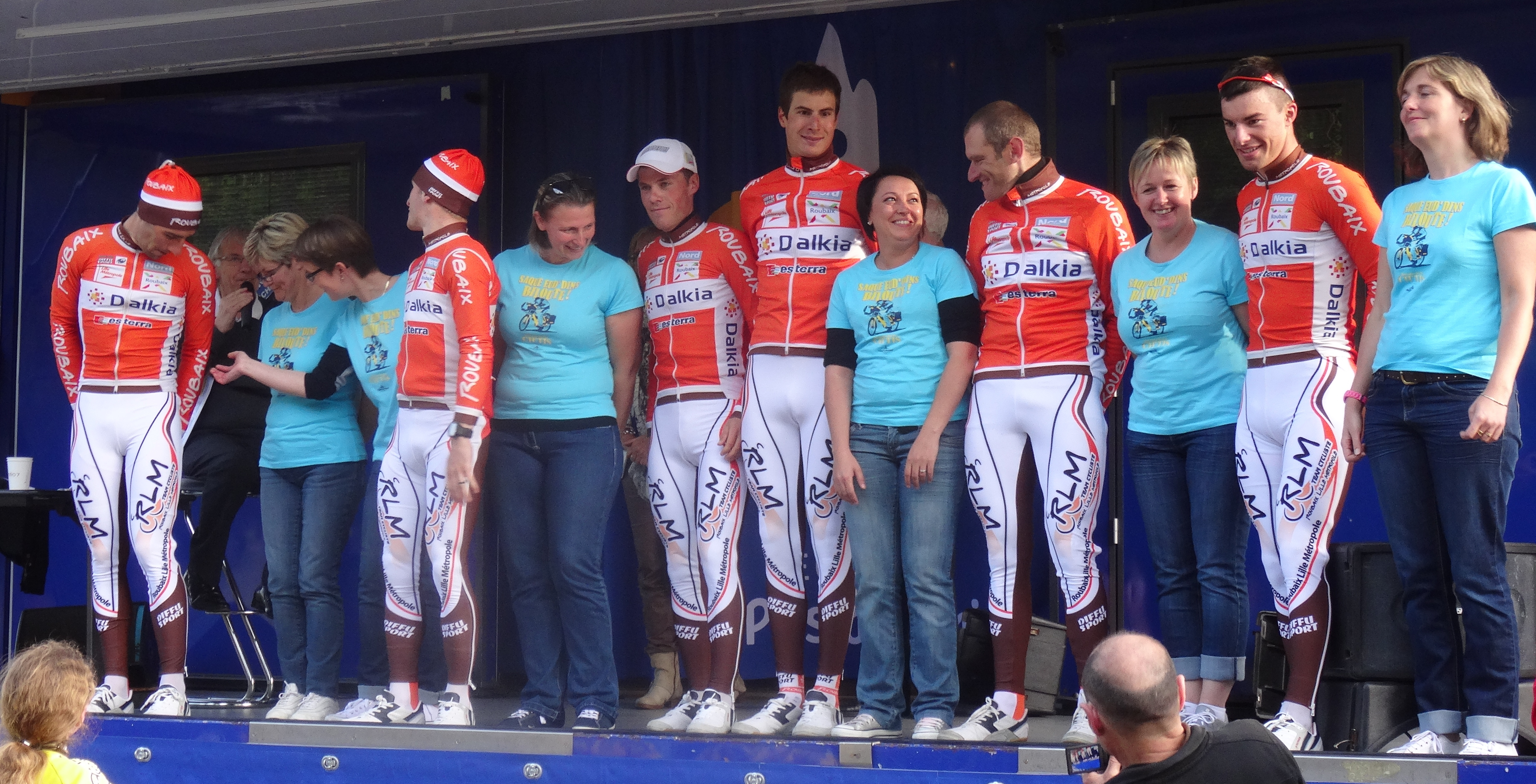
L'équipe Roubaix Lille Métropole remporte le contre-la-montre par équipes de la 1re étape de Paris-Arras Tour 2014, reliant Lens à Arras.

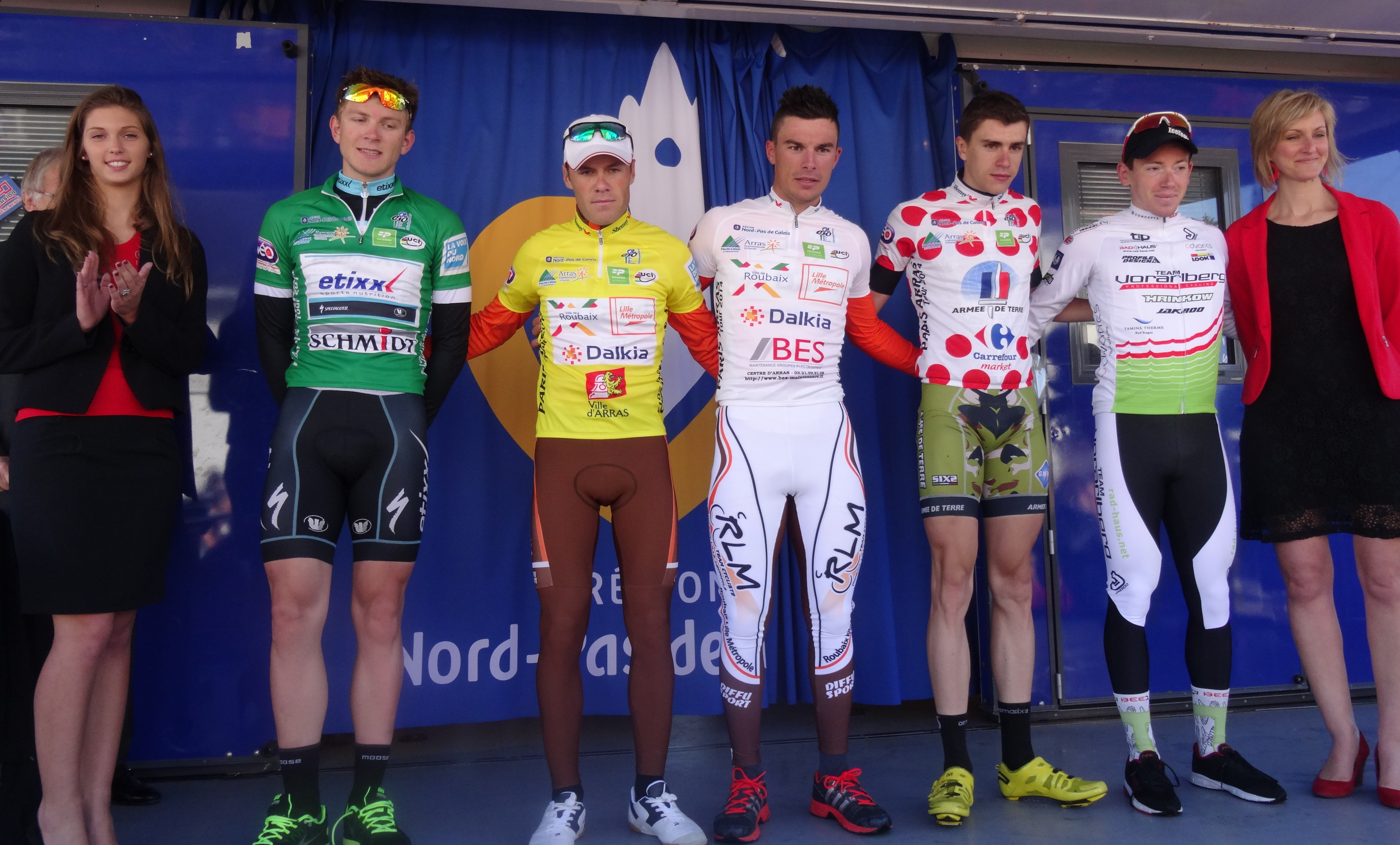
Podium final de Paris-Arras Tour 2014, Rudy Barbier termine deuxième et revêt le maillot blanc du meilleur jeune.

### Palmarès amateur
- 2010
  - Prix d'Abbeville
  - Circuit de l'Aronde
  - Prix de Saint-Laurent-en-Caux
- 2011
  - Grand Prix d'Haillicourt
- 2012
  - Maillot des Jeunes à Cerisy
  - Tour des 5 communes à Beaurainville
  - Grand Prix de Marles-les-Mines
  - Grand Prix de Leval
  - Prix de Saint-Maximin
  - 2e étape du Tour du Loiret
  - 3e du Maillot des Jeunes à Torigni
- 2013
  - 1re étape de Loire-Atlantique Espoirs

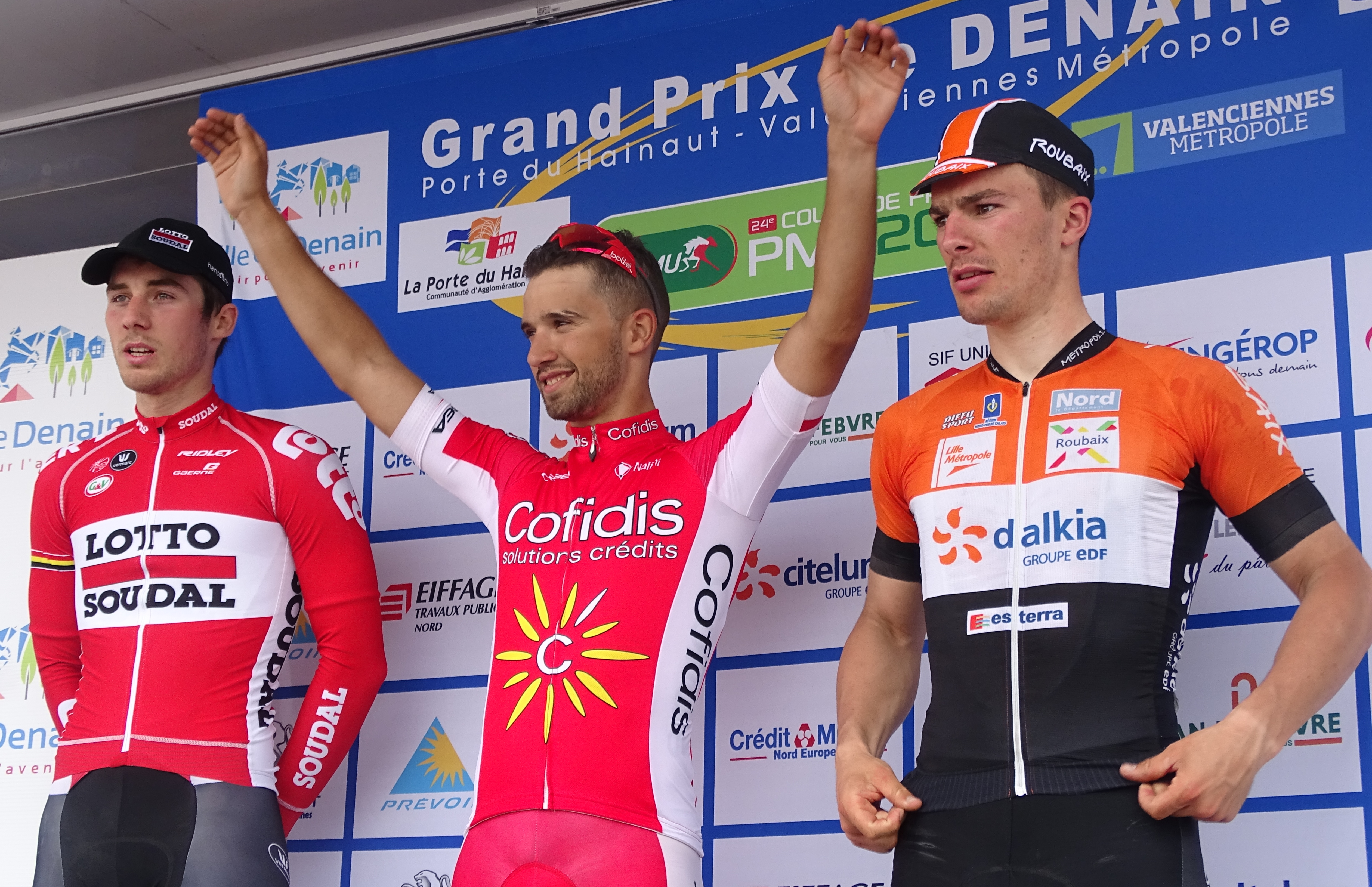
Podium de l'édition 2015 du Grand Prix de Denain : Boris Vallée (2e), Nacer Bouhanni (1er) et Rudy Barbier (3e).

  - 2e étape du Paris-Arras Tour
  - Grand Prix de Marles-les-Mines
  - 2e étape Tour de Seine-Maritime
  - 2e de Bordeaux-Saintes
  - 2e de La Tramontane
  - 3e de la Route de l'Atlantique
  - 3e de Loire-Atlantique Espoirs

### Palmarès professionnel
- 2014
  - 1re étape du Paris-Arras Tour (contre-la-montre par équipes)
  - 2e du Paris-Arras Tour
  - 2e de la Ronde de l'Oise
  - 3e du Grand Prix Raf Jonckheere
- 2015
  - 1re étape du Circuit des Ardennes international
  - Grand Prix de Saint-Souplet
  - 3e du Grand Prix de Denain
- 2016
  - Paris-Troyes
  - Cholet-Pays de Loire
  - 2e du Grand Prix de la ville de Pérenchies
  - 3e de Paris-Bourges
- 2017
  - Paris-Bourges
  - 2e du Grand Prix de la Somme
  - 9e de la RideLondon-Surrey Classic
  - 10e de la EuroEyes Cyclassics
- 2018
  - 10e de la RideLondon-Surrey Classic
- 2019
  - Classic Loire-Atlantique
  - 1re étape du Tour d'Estonie
  - 3e du Tour d'Estonie
- 2020
  - 1re étape du Tour de San Juan
  - 4e étape du Tour de Slovaquie
- 2023
  - 2e étape du Tour de Bretagne

### Résultats sur les grands tours

#### Tour d'Italie
1 participation
- 2020 : non-partant (9e étape)

### Classements mondiaux
| Année                                 | 2012 | 2013 | 2014 | 2015 | 2016 | 2017 | 2018  | 2019 | 2020 | 2021 | 2022 | 2023  |
| ------------------------------------- | ---- | ---- | ---- | ---- | ---- | ---- | ----- | ---- | ---- | ---- | ---- | ----- |
| UCI World Tour                        |      |      |      |      | nc   | 141e | 231e  |      |      |      |      |       |
| Classement mondial                    |      |      |      |      | 114e | 97e  | 891e  | 236e | 338e | 618e | 800e | 1615e |
| UCI Europe Tour                       | 815e | 379e | 89e  | 94e  | 28e  | 39e  | 1076e | 196e | 278e | 495e | 603e | nc    |
|                                       |      |      |      |      |      |      |       |      |      |      |      |       |
| Légende : nc = non classéSource : UCI |      |      |      |      |      |      |       |      |      |      |      |       |

## Palmarès sur piste

### Championnats de France
- Bourges 2021
  - 2e du scratch
  - 3e de l'omnium

## Distinction
- Lauréat du Classement Espoirs ACCDN ROCC Tour Individuel : (2013)